# Chiesa della Madonna delle Grazie (Porrona)
La chiesa della Madonna delle Grazie è una chiesa situata a Porrona, frazione del comune di Cinigiano nella provincia di Grosseto.
La sua ubicazione è all'esterno delle mura di Porrona, essendo situata ai piedi del borgo, rispetto alle quali sorge in posizione settentrionale più bassa, lungo la strada che conduce verso Sant'Angelo Scalo.

## Storia
La chiesa fu costruita durante il XVII secolo, quando sorse come cappella rurale ai piedi del centro di Porrona, lungo la strada che conduceva verso l'interno del borgo.
Durante i secoli successivi l'edificio fu utilizzato anche per la celebrazione di funzioni religiose e non soltanto come luogo di sosta per le preghiere. Tuttavia, durante il XX secolo l'edificio è andato incontro ad un lungo periodo di degrado che ne ha determinato perfino la chiusura. Recentemente è stato interamente restaurato.

## Descrizione
La chiesa della Madonna delle Grazie si presenta come un semplice edificio religioso con planimetria a croce latina, con elementi stilistici riconducibili al barocco senese. Davanti alla chiesa è situato un prato ove sono sepolti i caduti porronesi durante la prima guerra mondiale: ogni cipresso presente venne piantato in onore di ciascuna persona.
La facciata anteriore si caratterizza per la presenza del portale d'ingresso, preceduto da una coppia di gradini, di forma rettangolare con robuste modanature laterali su cui trova appoggio quella superiore come base per l'architrave appena abbozzato. Lateralmente, il portale è affiancato su ciascuna delle due parti da una robusta finestra modanata di forma quadrangolare, che in passato consentiva di partecipare alle preghiere e ai riti religiosi anche dall'esterno della chiesa. Sopra la finestra sinistra è collocata una lapide con iscrizione, mentre nella parte superiore della facciata si apre centralmente un piccolo rosone di forma circolare, che consente in parte l'illuminazione naturale dell'interno. La struttura è coperta da un tetto a capanna, che internamente presenta in alcuni punti le capriate a vista.
L'interno, a navata unica con transetto appena abbozzato e area absidale, si caratterizza per la presenza di un imponente altare.